# Sitona
Sitona es un género de escarabajos de la familia Curculionidae. Mide 3-7 mm. Es de distribución holártica, especialmente paleártica. Hay alrededor de 100 especies, algunas son plagas del trébol y la alfalfa.

## Especies
- Sitona abchasicus
- Sitona aberrans
- Sitona adanensis
- Sitona aemulus
- Sitona albovittatus
- Sitona aliciae
- Sitona ambiguus
- Sitona amurensis
- Sitona anchora
- Sitona antonii
- Sitona argenteomontanus
- Sitona atlasicus
- Sitona bedeli
- Sitona bicolor
- Sitona bispilotus
- Sitona blanchardi
- Sitona bosnicus
- Sitona brachypterus
- Sitona brucki
- Sitona burchatensis
- Sitona californicus
- Sitona callosus
- Sitona cambricus
- Sitona canus
- Sitona cephalotes
- Sitona cinnamomeus
- Sitona concavirostris
- Sitona constrictus
- Sitona cornutus
- Sitona costatus
- Sitona costipennis
- Sitona cylindricollis
- Sitona davidiani
- Sitona delicatulus
- Sitona demoflysi
- Sitona discoideus
- Sitona dudkoi
- Sitona ellipticus
- Sitona fairmairei
- Sitona fronto
- Sitona gemellatus
- Sitona giraudi
- Sitona goetzelmanni
- Sitona granulatus
- Sitona hirsutus
- Sitona hispidulus
- Sitona humeralis
- Sitona ignavus
- Sitona inops
- Sitona ishkovi
- Sitona japonicus
- Sitona kirgisicus
- Sitona languidus
- Sitona lateralis
- Sitona lepidus
- Sitona lineatus
- Sitona lineellus
- Sitona lividipes
- Sitona longulus
- Sitona lukjanovitshi
- Sitona macularius
- Sitona maculatus
- Sitona maroccanus
- Sitona mateui
- Sitona medvedevi
- Sitona minutus
- Sitona mongolicus
- Sitona munganasti
- Sitona negletus
- Sitona niger
- Sitona obscuratus
- Sitona obsoletus
- Sitona onerosus
- Sitona ophthalmicus
- Sitona ovipennis
- Sitona pallidicornis
- Sitona piliger
- Sitona ponomarenkoi
- Sitona pseudohispidulus
- Sitona pulcherrimus
- Sitona puncticeps
- Sitona puncticollis
- Sitona ragusae
- Sitona sekerae
- Sitona sghiwer
- Sitona simillimus
- Sitona striatellus
- Sitona sulcifrons
- Sitona suturalis
- Sitona syriacus
- Sitona temperei
- Sitona teniatensis
- Sitona tenietensis
- Sitona tenuis
- Sitona tessellatus
- Sitona transcaucasicus
- Sitona treneri
- Sitona turkestanicus
- Sitona ursus
- Sitona verecundus
- Sitona versicolor
- Sitona virgatus
- Sitona vittatus
- Sitona volkovitshi
- Sitona wahrmani
- Sitona waterhousei